# Liste der Kulturdenkmäler in Frankfurt-Sachsenhausen (L–Z)
In der Liste der Kulturdenkmäler in Frankfurt-Sachsenhausen sind alle Kulturdenkmäler im Sinne des Hessischen Denkmalschutzgesetzes in Frankfurt-Sachsenhausen, einem Stadtteil von Frankfurt am Main aufgelistet. Aus Größengründen ist die Liste in drei Teillisten (Liste der Kulturdenkmäler in Frankfurt-Sachsenhausen (A–K), die Liste der Kulturdenkmäler in Frankfurt-Sachsenhausen (L–Z) und die Liste der Kulturdenkmäler auf dem Frankfurter Südfriedhof aufgeteilt.
Grundlage ist die Denkmaltopographie aus dem Jahre 1994, die zuletzt 2000 durch einen Nachtragsband ergänzt wurde.

## Kulturdenkmäler in Sachsenhausen

### Launitzstraße bis Mittlerer Hasenpfad
| Bild                        | Bezeichnung                               | Lage                                                                     | Beschreibung | Bauzeit                        | Daten |
| --------------------------- | ----------------------------------------- | ------------------------------------------------------------------------ | --- | ------------------------------ | ----- |
| weitere Bilder              | Mietshaus Launitzstraße 4                 | Launitzstraße 4 LageFlur: 522, Flurstück: 3                              | Mietshaus in der Tradition des Spätklassizismus mit symmetrischen Seitenrisaliten. Die Einfriedung ist original. | 1891                           |       |
| weitere Bilder              | Doppelmietshaus Launitzstraße 6/8         | Launitzstraße 6/8 LageFlur: 522, Flurstück: 4,5                          | Doppelmietshaus der Neurenaissance mit symmetrischen Risalit und betonter Beletage. | 1890/1891                      |       |
| Launitzstraße 14            | Doppelmietshaus Launitzstraße 12/14       | Launitzstraße 12/14 (= Danneckerstraße 30) LageFlur: 522, Flurstück: 6,7 | Doppelmietshaus der Neurenaissance nach Entwürfen von Wilhelm Müller der Ältere für J.D. Hochhut erbaut. Das Haus ist durch den paarigen Eingang und symmetrische Erker- und Seitenrisalite zentralisiert. | 1888                           |       |
| Wallschule                  | Wallschule                                | Launitzstraße 40 LageFlur: 518, Flurstück: 37/15                         | Ehemalige städtische Bürgerschule für Knaben in spätklassizistischem Dekor. Das Schulgebäude wurde nach Plänen von Karl Friedrich Henrich und Johann Justus Gustav Rügemer mit strenger Fassadenrasterung und prägnantem Mittelrisalit erbaut. Die ursprüngliche Verblendsteinfassade befindet sich unter Verputz. Das rustizierende Sockelgeschoss ist, genauso wie Gliederungs- und Schmuckelemente, in Werkstein ausgeführt. | 1870/1871                      |       |
| Gärtnerbrunnen              | Gärtnerbrunnen                            | Lettigkautweg 8 (Hof der Mühlbergschule) LageFlur: 578, Flurstück: 21/8  | Der Gärtnerbrunnen ist ein spätklassizistischer Pumpenbrunnen aus der zweiten Hälfte des 19. Jahrhunderts aus Sandstein mit zwei symmetrisch angeordneten Becken. Die Brunnenfigur stellt eine Gärtnerin dar. | 2. Hälfte des 19. Jahrhunderts |       |
| Uniklinik mit Gartenanlagen | Uniklinik mit Gartenanlagen               | Ludwig-Rehn-Straße 14 (= Theodor-Stern-Kai 7) Lage                       | Universitätsklinikum mit Gartenanlagen |                                |       |
| Wohnhaus Fries              | Wohnhaus Fries                            | Max-Reger-Straße 17a Lage                                                | Wohnhaus des Fabrikanten Fries am Rande der Villenkolonie am Mumm’schen Park. Garten von Landschaftsarchitekt Mattern gestaltet. Architekten waren Alois Giefer und Hermann Mäckler, Mattern. | 1949/50                        |       |
| Metzlerstraße 21            | Villa D. Stempel                          | Metzlerstraße 21 LageFlur: 525, Flurstück: 122/44                        | Neoklassizistische Villa in barockisierenden Schmuckformen an Werksteinfassade unter skulptiertem Giebel. | 1911                           |       |
| weitere Bilder              | Villa Passavant                           | Metzlerstraße 27 Lage                                                    | Wohnhaus in historisierenden Formen aus Renaissance und Klassizismus nach Plänen von Alfred Christian Günther | 1908                           |       |
| weitere Bilder              | Kutscherhaus der Villa Metzler            | Metzlerstraße 30 LageFlur: 525, Flurstück: 116/33                        | | um 1890                        |       |
| weitere Bilder              | Wohnhaus Metzlerstraße 33                 | Metzlerstraße 33 LageFlur: 525, Flurstück: 19                            | Wohnhaus der Neurenaissance mit originalen Balkongittern und Einfriedung | 1887                           |       |
| weitere Bilder              | Wohnhaus Metzlerstraße 35                 | Metzlerstraße 35 LageFlur: 525, Flurstück: 18                            | Wohnhaus in vorwiegend renaissanceistischen Formen nach Entwürfen von Fritz Kayser. Seitenrisalit mit Eckquaderung und Gliederung in Werkstein. Betonung der Beletage durch Bogenfenster. Ursprüngliche Einfriedung. | 1890                           |       |
| weitere Bilder              | Wohnhaus Metzlerstraße 37                 | Metzlerstraße 37 LageFlur: 525, Flurstück: 17                            | Wohnhaus der Neurenaissance mit Seitenrisalit und Ziergiebel | 1889                           |       |
| weitere Bilder              | Wohnhaus Metzlerstraße 39                 | Metzlerstraße 39 LageFlur: 525, Flurstück: 16                            | Wohnhaus der Neurenaissance mit Seitenrisalit und überkuppeltem Eckrisalit | 1890                           |       |
| weitere Bilder              | Fabrik und Wohnhaus Mittlerer Hasenpfad 5 | Mittlerer Hasenpfad 5 Lage                                               | Fabrik und Wohnhaus | 1880                           |       |

### Mörfelder Landstraße bis Oppenheimer Platz
| Bild                                        | Bezeichnung                                                          | Lage                                                    | Beschreibung | Bauzeit   | Daten      |
| ------------------------------------------- | -------------------------------------------------------------------- | ------------------------------------------------------- | --- | --------- | ---------- |
| Wohnhaus Mörferlder Landstraße 47a          | Wohnhaus Mörferlder Landstraße 47a                                   | Mörfelder Landstraße 47a Lage                           | Wohnhaus | 1869      |            |
| Mörfelder Landstraße 61                     | Wohnhaus Mörfelder Landstraße 61                                     | Mörfelder Landstraße 61 Lage                            | Wohnhaus | 1873      |            |
| Mörfelder Landstraße 63                     | Wohnhaus Mörfelder Landstraße 63                                     | Mörfelder Landstraße 63 Lage                            | Wohnhaus | 1876      |            |
| weitere Bilder                              | Doppelmietshaus Mörfelder Landstraße 73/75                           | Mörfelder Landstraße 73/75 Lage                         | Doppelmietshaus | 1873      | 153728 DDB |
| Mörfelder Landstraße 85                     | Wohnhaus Mörfelder Landstraße 85                                     | Mörfelder Landstraße 85 Lage                            | Wohnhaus | 1873      |            |
| Bunker Mörfelder Landstraße 128             | Bunker Mörfelder Landstraße 128                                      | Mörfelder Landstraße 128 Lage                           | Bunker |           |            |
| Riedhofbrunnen                              | Riedhof-Brunnen                                                      | Mörferlder Landstraße 212 Lage                          | Der „Riedhof-Brunnen“ aus dem Jahr 1815, ein klassizistischer Brunnenstock, vor dem ein langer Trog steht, diente als Viehtränke. Er wurde im Zweiten Weltkrieg zerstört und im August 1974 zum 484. Brunnenfest in Sachsenhausen neu gestaltet. | 1815      |            |
| weitere Bilder                              | Pferdestandbild und Stele im Louisapark                              | Mörfelder Landstraße 265 Lage                           | | 1812      |            |
| Rhododendrongarten der Villa Graf Montgelas | Rhododendrongarten der Villa Graf Montgelas                          | Mörfelder Landstraße 275 Lage                           | Rhododrendrongarten der Villa Graf Montgelas | um 1955   |            |
| Scheune                                     | Scheune                                                              | Mörfelder Landstraße 331 LageFlur: 612, Flurstück: 13/4 | Teil der 1729 errichteten Oberförsterei | nach 1729 | 155245 DDB |
| weitere Bilder                              | Mietshäuser Morgensternstraße 10–18                                  | Morgensternstraße 10–18 Lage                            | Mietshäuser |           |            |
| weitere Bilder                              | Mietshaus Morgensternstraße 24                                       | Morgensternstraße 24 Lage                               | Mietshaus |           |            |
| weitere Bilder                              | Mietshaus Morgensternstraße 26                                       | Morgensternstraße 26 Lage                               | Mietshaus |           |            |
| weitere Bilder                              | Doppelnmietshaus Morgensternstraße 28/30                             | Morgensternstraße 28/30 Lage                            | Doppelnmietshaus |           |            |
| weitere Bilder                              | Mietshaus Morgensternstraße 31                                       | Morgensternstraße 31 Lage                               | Mietshaus |           |            |
| weitere Bilder                              | Mietshaus Morgensternstraße 33                                       | Morgensternstraße 33 Lage                               | Mietshaus |           |            |
| weitere Bilder                              | Mietshausgruppe Morgensternstraße 32/34/36                           | Morgensternstraße 32/34/36 Lage                         | Mietshausgruppe |           |            |
| Morgensternstraße 38                        | Mietshaus Morgensternstraße 38                                       | Morgensternstraße 38 Lage                               | Mietshaus |           |            |
| weitere Bilder                              | Mietshaus Morgensternstraße 39/41                                    | Morgensternstraße 39/41 Lage                            | Mietshaus |           |            |
| weitere Bilder                              | Wohnblock Mühlbruchstraße 15–17, Dammstraße 4–8, Heisterstraße 14–16 | Mühlbruchstraße 15–17 Lage                              | Spätklassizistischer Wohnhausblock nach Entwürfen von Andreas Simon mit 75 Wohneinheiten |           |            |
| weitere Bilder                              | Mühlbruchsiedlung                                                    | Mühlbruchstraße 21–31 Lage                              | Komplex aus Doppelhäusern | ab 1861   |            |
| Mietshaus Oberer Schafhofweg 69             | Mietshaus Oberer Schafhofweg 69                                      | Oberer Schafhofweg 69 Lage                              | Mietshaus |           |            |
| Quiriusbrunnen                              | Quirinsbrunnen                                                       | Offenbacher Landstraße vor 13 Lage                      | Brunnen aus dem Jahr 1790 an der ehemaligen Stadtmauer, der Quirinspforte | 1790      | 153736 DDB |
| weitere Bilder                              | Wohnhaus Oppenheimer Landstraße 1                                    | Oppenheimer Landstraße 1 Lage                           | Wohnhaus |           |            |
| weitere Bilder                              | Heinrich von Stephan-Schule                                          | Oppenheimer Landstraße 15 Lage                          | |           |            |
| Oppenheimer Landstraße 73                   | Mietshaus Oppenheimer Landstraße 73                                  | Oppenheimer Landstraße 73 Lage                          | Mietshaus |           |            |
| Dr. Oppenheimer-Brunnen                     | Dr.-Oppenheimer-Brunnen                                              | Oppenheimer Platz Lage                                  | Auf dem Oppenheimer Platz steht seit dem 16. Oktober 1932 der „Bockenheimer-Denkmalbrunnen“ des Frankfurter Bildhauers August Bischoff, der an den Arzt Jakob Hermann Bockenheimer (1837–1908) erinnert. Es handelt sich um einen Brunnen aus Muschelkalk auf einem 1,50 Meter hohen Zementsockel mit Reliefkopf, auf dem eine lebensgroße nackte Jünglingsskulptur mit erhobenen Armen steht. Die Bronzeplastik wurde 1942 eingeschmolzen und 1949 aus Kupfer neu gegossen. In den 1960er Jahren wurde die Skulptur Opfer von Vandalismus, als Unbekannte Löcher in die Beine schossen. Die Schäden wurden durch den Bildhauer Kurt Zobel repariert. |           |            |

### Paradiesgasse bis Schadowstraße
| Bild                     | Bezeichnung                               | Lage                                          | Beschreibung | Bauzeit | Daten |
| ------------------------ | ----------------------------------------- | --------------------------------------------- | --- | ------- | ----- |
| Paradiesbrunnen          | Paradiesbrunnen                           | Paradiesgasse Lage                            | Der Paradiesbrunnen aus dem Jahr 1786 mit den Figuren von Adam und Eva mit Apfelbaum als Bekrönung wurde 1956 renoviert und von seinem bisherigen Standort an der Einmündung der Paradiesgasse in die Große Rittergasse auf den heutigen Standort versetzt. | 1786    |       |
| Hinterhaus-Turm          | Hinterhaus-Turm                           | Paradiesgasse 15–17 Lage                      | Hinterhaus-Turm |         |       |
| weitere Bilder           | Mietshäuser Passavantstraße 1/3/5         | Passavantstraße 1/3/5 Lage                    | Mietshäuser |         |       |
| weitere Bilder           | Bunker Paul-Ehrlich-Straße                | Paul-Ehrlich-Straße Lage                      | Bunker |         |       |
| weitere Bilder           | Wohnhaus Paul-Ehrlich-Straße 29           | Paul-Ehrlich-Straße 29 Lage                   | Wohnhaus |         |       |
| weitere Bilder           | Wohnhaus Paul-Ehrlich-Straße 33           | Paul-Ehrlich-Straße 33 Lage                   | Wohnhaus |         |       |
| weitere Bilder           | Doppelmietshaus Paul-Ehrlich-Straße 37/39 | Paul-Ehrlich-Straße 37/39 Lage                | Doppelmietshaus |         |       |
| weitere Bilder           | Doppelmietshaus Paul-Ehrlich-Straße 41/43 | Paul-Ehrlich-Straße 41/43 Lage                | Doppelmietshaus |         |       |
| weitere Bilder           | Doppelmietshaus Paul-Ehrlich-Straße 45/47 | Paul-Ehrlich-Straße 45/47 Lage                | Doppelmietshaus |         |       |
| weitere Bilder           | Doppelmietshaus Paul-Ehrlich-Straße 49/51 | Paul-Ehrlich-Straße 49/51 Lage                | Doppelmietshaus |         |       |
| Rembrandstraße 12        | Wohnhaus Rembrandstraße 12                | Rembrandstraße 12 Lage                        | Wohnhaus |         |       |
| Rembrandstraße 17        | Reihenwohnhaus Rembrandstraße 17          | Rembrandstraße 17 Lage                        | Reihenwohnhaus |         |       |
| Rembrandstraße 19–25     | Reihenwohnhaus Rembrandstraße 19–25       | Rembrandstraße 19–25 Lage                     | Reihenwohnhaus |         |       |
| Rembrandstraße 27        | Reihenwohnhaus Rembrandstraße 27          | Rembrandstraße 27 Lage                        | Reihenwohnhaus |         |       |
| Riedhofschule            | Riedhofschule                             | Riedhofweg 15–19/Tiroler Straße 97–99 Lage    | Pavillonschule nach Plänen von HBB und FAAG. Zeittypische Kunst am Bau: Weltkarte in der Eingangshalle von G. Poppe, Plastik von G. Krämer, Sgraffito am Giebel, den Gutshof Riedhof darstellend.                                                           | 1951    |       |
| weitere Bilder           | Reihenwohnhaus Rubensstraße 13            | Rubensstraße 13 Lage                          | Reihenwohnhaus |         |       |
| weitere Bilder           | Reihenwohnhaus Rubensstraße 20–26         | Rubensstraße 20–26 Lage                       | Reihenwohnhaus |         |       |
| Uferpromenade und Straße | Uferpromenade und Straße                  | Sachsenhäuser Ufer Lage                       | Uferpromenade und Straße |         |       |
| weitere Bilder           | Mietshaus Schadowstraße 1                 | Schadowstraße 1 (=Schneckenhofstraße 29) Lage | Mietshaus |         |       |
| weitere Bilder           | Mietshaus Schadowstraße 2                 | Schadowstraße 2 Lage                          | Mietshaus |         |       |
| weitere Bilder           | Mietshaus Schadowstraße 3                 | Schadowstraße 3 Lage                          | Mietshaus |         |       |
| Schadowstraße 4          | Mietshaus Schadowstraße 4                 | Schadowstraße 4 Lage                          | Mietshaus |         |       |
| weitere Bilder           | Mietshaus Schadowstraße 5                 | Schadowstraße 5 Lage                          | Mietshaus |         |       |
| Schadowstraße 7          | Mietshaus Schadowstraße 7                 | Schadowstraße 7 Lage                          | Mietshaus |         |       |
| weitere Bilder           | Mietshaus Schadowstraße 8                 | Schadowstraße 8 Lage                          | Mietshaus |         |       |
| weitere Bilder           | Mietshaus Schadowstraße 9                 | Schadowstraße 9 Lage                          | Mietshaus |         |       |
| weitere Bilder           | Mietshaus Schadowstraße 10                | Schadowstraße 10 Lage                         | Mietshaus |         |       |
| Schadowstraße 11         | Mietshaus Schadowstraße 11                | Schadowstraße 11 Lage                         | Mietshaus |         |       |
| weitere Bilder           | Mietshaus Schadowstraße 12/14             | Schadowstraße 12/14 Lage                      | Mietshaus |         |       |
| Schadowstraße 13         | Mietshaus Schadowstraße 13                | Schadowstraße 13 Lage                         | Mietshaus |         |       |
| weitere Bilder           | Mietshaus Schadowstraße 15                | Schadowstraße 15 Lage                         | Mietshaus |         |       |
| Schadowstraße 16         | Mietshaus Schadowstraße 16                | Schadowstraße 16 Lage                         | Mietshaus |         |       |

### Schaumainkai bis Schwanthalerstraße
| Bild                                 | Bezeichnung                          | Lage                                           | Beschreibung | Bauzeit | Daten |
| ------------------------------------ | ------------------------------------ | ---------------------------------------------- | --- | ------- | ----- |
| weitere Bilder                       | Uferpromenade und Straße             | Schaumainkai Lage                              | Uferpromenade und Straße |         |       |
| weitere Bilder                       | Eiserner Steg                        | Schaumainkai Lage                              | Der Eiserne Steg ist eine im Jahre 1868 erbaute Fußgängerbrücke in Frankfurt am Main, die den Römerberg mit dem Stadtteil Sachsenhausen verbindet und über den Main führt. Er ist 170 m lang und besteht aus vernietetem Stahlfachwerk mit zwei Strombrückenpfeilern. Da zur Zeit der Errichtung für das Material der Begriff „Eisen“ üblich war, wurde die Brücke so genannt.                            | 1868    |       |
| Mietshaus Schaumainkai 7             | Mietshaus Schaumainkai 7             | Schaumainkai 7 Lage                            | Mietshaus | 1891    |       |
| weitere Bilder                       | Villa Metzler                        | Schaumainkai 15 Lage                           | Die Villa Metzler ist ein 1803 erbautes und später umgebautes klassizistisches Landhaus am Mainufer in Frankfurt am Main, Sachsenhausen. | 1803    |       |
| weitere Bilder                       | Villa Schaumainkai 29                | Schaumainkai 29 Lage                           | Villa |         |       |
| weitere Bilder                       | Villa Schaumainkai 35                | Schaumainkai 35 Lage                           | Villa, heute Museum der Weltkulturen |         |       |
| weitere Bilder                       | Villa Schaumainkai 37                | Schaumainkai 37 Lage                           | Villa, heute Museum der Weltkulturen |         |       |
| Schaumainkai 39                      | Mietshaus Schaumainkai 39            | Schaumainkai 39 Lage                           | Mietshaus |         |       |
| weitere Bilder                       | Deutsches Filmmuseum                 | Schaumainkai 41 (=Schweizer Straße 2–4) Lage   | Mietshaus, heute Deutsches Filmmuseum |         |       |
| weitere Bilder                       | Doppelvilla Schaumainkai 43/43a      | Schaumainkai 43/43a (=Schweizer Straße 1) Lage | Doppelvilla |         |       |
| Nassauische Heimstätte, Treppenhaus  | Nassauische Heimstätte, Treppenhaus  | Schaumainkai 47 Lage                           | Treppenhaus als Gesamtkunstwerk mit geschwungener Treppe (Architekt: Fr. W. Bossert) und einem über alle Geschosse reichenden Wandbild und künstlerisch gestalteten Terrazzoböden im Verwaltungssitz der Nassauischen Heimstätte | 1955/56 |       |
| weitere Bilder                       | Villa de Neufville                   | Schaumainkai 53 Lage                           | Doppelvilla, jetzt Museum für Kommunikation Frankfurt |         |       |
| weitere Bilder                       | Schaumainkai 55                      | Schaumainkai 55 (= Dürerstraße 9) Lage         | Verwaltungsgebäude nach Entwurf von Rimpl und Wolf | 1955–57 |       |
| weitere Bilder                       | Städel                               | Schaumainkai 63 Lage                           | Das 1878 eröffnete Museumsgebäude des Städels wurde nach Plänen des Architekten Oskar Sommer erbaut. Das Gebäude wurde im Stil der Neorenaissance errichtet und erinnert an florentinische Gebäude. Die Fassade aus Sandstein ist zweireihig gegliedert. Die Fenster des Erdgeschosses sind Bogenfenster, die des Obergeschosses sind komplexer gestaltet und werden durch zwei ionische Säulen getrennt. | 1878    |       |
| weitere Bilder                       | Liebieghaus                          | Schaumainkai 71 Lage                           | Der böhmische Textilfabrikant Baron Heinrich von Liebieg (1839–1904), Mitglied der Familie Liebieg, ließ 1896 die Villa als Altersruhesitz für sich erbauen; entworfen wurde sie von dem Münchener Architekten Leonhard Romeis. | 1909    |       |
| weitere Bilder                       | Villa Holzmann                       | Schaumainkai 83 Lage                           | Villa Holzmann, heute Museum Giersch | 1910    |       |
| Fachwerkhaus Schellgasse 8           | Fachwerkhaus Schellgasse 8           | Schellgasse 8 Lage                             | Ältestes existierendes Fachwerkhaus Frankfurts. Neben Teilen des ursprünglichen Gefüges auch Umbauten | 1292    |       |
| weitere Bilder                       | Doppelmietshaus Schifferstraße 53/55 | Schifferstraße 53/55 Lage                      | Doppelmietshaus | 1865    |       |
| Schifferstraße 66                    | Mietshaus Schifferstraße 66          | Schifferstraße 66 Lage                         | Mietshaus | 1875    |       |
| weitere Bilder                       | Krankenhaus Sachsenhausen            | Schifferstraße 78–82 Lage                      | | 1911    |       |
| weitere Bilder                       | Mietshaus Schneckenhofstraße 19      | Schneckenhofstraße 19 Lage                     | Mietshaus | 1904    |       |
| Schneckenhofstraße 25                | Mietshaus Schneckenhofstraße 25      | Schneckenhofstraße 25 Lage                     | Mietshaus | 1904    |       |
| Schneckenhofstraße 27                | Mietshaus Schneckenhofstraße 27      | Schneckenhofstraße 27 Lage                     | Mietshaus | 1903    |       |
| Schneckenhofstraße 28                | Mietshaus Schneckenhofstraße 28      | Schneckenhofstraße 28 Lage                     | Mietshaus | 1905    |       |
| Schneckenhofstraße 29                | Mietshaus Schneckenhofstraße 29      | Schneckenhofstraße 29 (= Schadowstraße 1) Lage | Mietshaus | 1905    |       |
| Schneckenhofstraße 30                | Mietshaus Schneckenhofstraße 30      | Schneckenhofstraße 30 Lage                     | Mietshaus | 1906    |       |
| Villa Greffenius                     | Villa Greffenius                     | Schreyerstraße 6 Lage                          | | 1913    |       |
| Schulstraße 8                        | Mietshaus Schulstraße 8              | Schulstraße 8 Lage                             | Mietshaus | 1884    |       |
| Mietshaus Schulstraße 17             | Mietshaus Schulstraße 17             | Schulstraße 17 Lage                            | Mietshaus | 1840    |       |
| weitere Bilder                       | Fachwerkhaus Schulstraße 22          | Schulstraße 22 Lage                            | Fachwerkhaus | um 1750 |       |
| weitere Bilder                       | Mietshaus Schulstraße 24             | Schulstraße 24 Lage                            | Mietshaus | um 1840 |       |
| weitere Bilder                       | Mietshaus Schulstraße 26             | Schulstraße 26 Lage                            | Mietshaus | um 1840 |       |
| weitere Bilder                       | Mietshaus Schwanthalerstraße 37      | Schwanthalerstraße 37 Lage                     | Mietshaus | 1895    |       |
| weitere Bilder                       | Mietshaus Schwanthalerstraße 39      | Schwanthalerstraße 39 Lage                     | Mietshaus | 1895    |       |
| Schwanthalerschule                   | Schwanthalerschule                   | Schwanthalerstraße 63 (=Textorstraße 104) Lage | Schwanthalerschule | 1907    |       |
| Trinkbrunnen und Einfriedungspfeiler | Trinkbrunnen und Einfriedungspfeiler | Schwanthalerstraße 63 Lage                     | Trinkbrunnen und Einfriedungspfeiler | 1907    |       |
| Mietshaus Schwanthalerstraße 70      | Mietshaus Schwanthalerstraße 70      | Schwanthalerstraße 70 Lage                     | Mietshaus der Neogotik mit polygonalem Erker unter Treppengiebel | 1905    |       |

### Schweizer Straße bis Städelstraße
| Bild                         | Bezeichnung                                                     | Lage                                             | Beschreibung | Bauzeit   | Daten |
| ---------------------------- | --------------------------------------------------------------- | ------------------------------------------------ | --- | --------- | ----- |
| weitere Bilder               | Mietshaus Schweizer Straße 1                                    | Schweizer Straße 1 Lage                          | Mietshaus | 1887      |       |
| weitere Bilder               | Deutsches Filmmuseum                                            | Schweizer Straße 2 (= Schaumainkai 41) Lage      | Mietshaus, heute Deutsches Filmmuseum | 1910      |       |
| Schweizer Straße 3           | Mietshaus Schweizer Straße 3                                    | Schweizer Straße 3 Lage                          | Mietshaus | 1886      |       |
| Schweizer Straße 5           | Mietshaus Schweizer Straße 5                                    | Schweizer Straße 5 Lage                          | Mietshaus | 1885      |       |
| Mietshaus Schweizer Straße 6 | Mietshaus Schweizer Straße 6                                    | Schweizer Straße 6 Lage                          | Mietshaus | 1910      |       |
| Schweizer Straße 7           | Doppelmietshaus Schweizer Straße 7/9                            | Schweizer Straße 7/9 Lage                        | Doppelmietshaus | 1887      |       |
| Schweizer Straße 8           | Mietshaus Schweizer Straße 8                                    | Schweizer Straße 8 Lage                          | Mietshaus | 1910      |       |
| Schweizer Straße 10          | Mietshaus Schweizer Straße 10                                   | Schweizer Straße 10 Lage                         | Mietshaus | 1910      |       |
| Schweizer Straße 12          | Mietshaus Schweizer Straße 12                                   | Schweizer Straße 12 Lage                         | Mietshaus | 1910      |       |
| weitere Bilder               | Mietshaus Schweizer Straße 13                                   | Schweizer Straße 13 Lage                         | Mietshaus | 1887      |       |
| Schweizer Straße 14          | Mietshaus Schweizer Straße 14                                   | Schweizer Straße 14 Lage                         | Mietshaus | 1910      |       |
| Schweizer Straße 16          | Mietshaus Schweizer Straße 16                                   | Schweizer Straße 16 Lage                         | Mietshaus | 1911      |       |
| weitere Bilder               | Mietshaus Schweizer Straße 18                                   | Schweizer Straße 18 (= Städelstraße 2) Lage      | Mietshaus | 1910      |       |
| Schweizer Straße 71          | Mietshaus Schweizer Straße 69/71                                | Schweizer Straße 69/71 Lage                      | Mietshaus | 1902      |       |
| weitere Bilder               | Mietshaus Schweizer Straße 73                                   | Schweizer Straße 73 Lage                         | Mietshaus | 1902      |       |
| weitere Bilder               | Mietshaus Schweizer Straße 75                                   | Schweizer Straße 75 Lage                         | Mietshaus | 1901      |       |
| weitere Bilder               | Mietshaus Schweizer Straße 77                                   | Schweizer Straße 77 (= Textorstraße 76) Lage     | Mietshaus | 1901      |       |
| Schweizer Straße 84          | Mietshaus Schweizer Straße 84                                   | Schweizer Straße 84 Lage                         | Mietshaus | 1900      |       |
| weitere Bilder               | Mietshaus Schweizer Straße 86                                   | Schweizer Straße 86 Lage                         | Mietshaus | 1899      |       |
| weitere Bilder               | Mietshaus Schweizer Straße 88                                   | Schweizer Straße 88 (= Textorstraße) Lage        | Mietshaus | 1899      |       |
| weitere Bilder               | Mietshaus Schweizer Straße 98                                   | Schweizer Straße 98 (= Kaulbachstraße 37) Lage   | Mietshaus | 1900      |       |
| weitere Bilder               | Mietshaus Schweizer Straße 100                                  | Schweizer Straße 100 Lage                        | Mietshaus | 1899      |       |
| weitere Bilder               | Mietshaus Schweizer Straße 102                                  | Schweizer Straße 102 Lage                        | Mietshaus | 1899      |       |
| weitere Bilder               | Mietshaus Schweizer Straße 108                                  | Schweizer Straße 108 (= Hedderichstraße 65) Lage | Mietshaus |           |       |
| Souchaystraße 3              | Mietshaus Souchaystraße 3                                       | Souchaystraße 3 Lage                             | Mietshaus | 1904      |       |
| Souchaystraße 5              | Mietshaus Souchaystraße 5                                       | Souchaystraße 5 Lage                             | Mietshaus | 1904      |       |
| weitere Bilder               | Heinrich-von-Stephan-Schule und benachbartes Direktorenwohnhaus | Souchaystraße 10 (= Gutzkowstraße 48) Lage       | Heinrich-von-Stephan-Schule und benachbartes Direktorenwohnhaus |           |       |
| weitere Bilder               | Mietshaus Städelstraße 2                                        | Städelstraße 2 (= Schweizer Straße 18) Lage      | Mietshaus | 1910      |       |
| Wohnhaus Städelstraße 24     | Wohnhaus Städelstraße 24                                        | Städelstraße 24 Lage                             | Als Doppelhaus mit Nummer 22 in der Tradition der Bauhaus-Moderne von R. Schwarz und J. Krahn entworfen und von Schwarz selbst bewohnt. Wohnhaus nach Innen original enthalten; Nr. 22 im Krieg zerstört und 1948 stark verändert wiederaufgebaut. | 1938      |       |
| weitere Bilder               | Verwaltungsgebäude Städelstraße 28                              | Städelstraße 28 (= Dürerstraße 9) Lage           | Verwaltungsgebäude | 1955–1957 |       |

### Stegstraße bis Teichstraße
| Bild                                     | Bezeichnung                           | Lage                                            | Beschreibung | Bauzeit   | Daten  |
| ---------------------------------------- | ------------------------------------- | ----------------------------------------------- | --- | --------- | ------ |
| Mietshaus Stegstraße 33                  | Mietshaus Stegstraße 33               | Stegstraße 33 Lage                              | Mietshaus der Neurenaissance | 1890      |        |
| Stegstraße 35                            | Mietshaus Stegstraße 35               | Stegstraße 35 Lage                              | Mietshaus | 1885      |        |
| Stegstraße 37                            | Mietshaus Stegstraße 37               | Stegstraße 37 Lage                              | Mietshaus | 1887      |        |
| Stegstraße 39                            | Mietshaus Stegstraße 39               | Stegstraße 39 Lage                              | Mietshaus | 1888      |        |
| Stegstraße 41                            | Mietshaus Stegstraße 41               | Stegstraße 41 Lage                              | Mietshaus | 1886      |        |
| Mietshaus Stegstraße 42                  | Mietshaus Stegstraße 42               | Stegstraße 42 Lage                              | Mietshaus | 1885      |        |
| weitere Bilder                           | Mietshaus Stegstraße 43/45            | Stegstraße 43/45 Lage                           | Mietshaus | 1895      |        |
| Stegstraße 74                            | Mietshaus Stegstraße 74               | Stegstraße 74 (= Textorstraße 49) Lage          | Mietshaus | 1906      |        |
| weitere Bilder                           | Mietshaus Stegstraße 77               | Stegstraße 77 Lage                              | Mietshaus | 1901      |        |
| Stegstraße 78                            | Mietshaus Stegstraße 78               | Stegstraße 78 Lage                              | Mietshaus | 1905      | 153843 |
| Mietshaus Stegstraße 79/81               | Mietshaus Stegstraße 79/81            | Stegstraße 79/81 Lage                           | Mietshaus | 1905      |        |
| Stegstraße 80                            | Mietshaus Stegstraße 80               | Stegstraße 80 Lage                              | Mietshaus | 1905      |        |
| Stegstraße 82                            | Mietshaus Stegstraße 82               | Stegstraße 82 Lage                              | Mietshaus | 1905      |        |
| Stegstraße 83                            | Mietshaus Stegstraße 83               | Stegstraße 83 Lage                              | Mietshaus | 1911      |        |
| Stegstraße 84                            | Mietshaus Stegstraße 84               | Stegstraße 84 (= Hedderichstraße 54) Lage       | Mietshaus |           |        |
| weitere Bilder                           | Mietshaus Steinlestraße 1             | Steinlestraße 1 Lage                            | Mietshaus | 1905      |        |
| weitere Bilder                           | Mietshaus Steinlestraße 7             | Steinlestraße 7 Lage                            | Mietshaus | 1897      |        |
| Mietshaus Steinlestraße 9                | Mietshaus Steinlestraße 9             | Steinlestraße 9 Lage                            | Mietshaus wie Nummer 7 | 1899      |        |
| Steinlestraße 11–13                      | Mietshaus Steinlestraße 11/13         | Steinlestraße 11/13 Lage                        | Mietshaus | 1907      |        |
| Mietshaus Steinlestraße 13               | Mietshaus Steinlestraße 13            | Steinlestraße 13 (= Steinlestraße 11–13) Lage   | Mietshaus | 1907      |        |
| Steinlestraße 15                         | Mietshaus Steinlestraße 15            | Steinlestraße 15 Lage                           | Mietshaus | 1902      |        |
| Steinlestraße 16, Rückseite Liebieg-Haus | Liebieghaus                           | Steinlestraße 16 Lage                           | Erweiterungsbau des Liebieghauses | 1909      |        |
| Steinlestraße 17                         | Mietshaus Steinlestraße 17            | Steinlestraße 17 Lage                           | Mietshaus | 1902      |        |
| Steinlestraße 17–19                      | Mietshaus Steinlestraße 19            | Steinlestraße 19 Lage                           | Mietshaus | 1901      |        |
| Steinlestraße 21                         | Mietshaus Steinlestraße 21            | Steinlestraße 21 Lage                           | Mietshaus | 1900      |        |
| Steinlestraße 25                         | Mietshaus Steinlestraße 25            | Steinlestraße 25 Lage                           | Mietshaus | 1903      |        |
| Steinlestraße 27                         | Mietshaus Steinlestraße 27            | Steinlestraße 27 Lage                           | Mietshaus | 1904      |        |
| Steinlestraße 29                         | Mietshaus Steinlestraße 29            | Steinlestraße 29 Lage                           | Mietshaus | 1905      |        |
| Steinlestraße 31                         | Mietshaus Steinlestraße 31            | Steinlestraße 31 Lage                           | Mietshaus | 1905      |        |
| Steinlestraße 29–33                      | Mietshaus Steinlestraße 33            | Steinlestraße 33 Lage                           | Mietshaus | 1905      |        |
| weitere Bilder                           | Haus der Elektrotechnik               | Stresemannallee 19–23/Schreyerstraße 8 Lage     | Verwaltungsgebäude für die Vereinigung Deutscher Elektrizitätswerke (VDEW) und den Zentralverband der Elektrotechnischen Industrie (ZVEI). 1. Preis in einem Wettbewerb von 1957. Architekten waren Apel, Beckert, Becker. Heute Generalkonsulat von China | 1959–1961 |        |
| Mietshaus Stresemannallee 22             | Mietshaus Stresemannallee 22          | Stresemannallee 22 Lage                         | Mietshaus | 1905      |        |
| weitere Bilder                           | Mietshausgruppe Stresemannallee 40–48 | Stresemannallee 40–48 (s. Heimatring 1–46) Lage | Mietshausgruppe |           |        |
| Mühlbruchsiedlung                        | Mühlbruchsiedlung                     | Teichstraße 2–8 Lage                            | Mietshausgruppe |           |        |

### Textorstraße
| Bild                      | Bezeichnung                           | Lage                                            | Beschreibung                                                   | Bauzeit   | Daten |
| ------------------------- | ------------------------------------- | ----------------------------------------------- | -------------------------------------------------------------- | --------- | ----- |
| weitere Bilder            | Mietshaus Textorstraße 14             | Textorstraße 14 Lage                            | Mietshaus                                                      | 1903      |       |
| weitere Bilder            | Mietshaus Textorstraße 16             | Textorstraße 16 Lage                            | Mietshaus                                                      | 1903      |       |
| Textorstraße 18           | Mietshaus Textorstraße 18             | Textorstraße 18 Lage                            | Mietshaus                                                      | 1903      |       |
| Textorstraße 20           | Mietshaus Textorstraße 20             | Textorstraße 20 Lage                            | Mietshaus                                                      | 1903      |       |
| Textorstraße 39           | Mietshaus Textorstraße 39             | Textorstraße 39, Ecke Brückenstraße 84 Lage     | Mietshaus                                                      | 1902      |       |
| weitere Bilder            | Mietshausgruppe Textorstraße 41/43/45 | Textorstraße 41/43/45 Lage                      | Mietshausgruppe                                                | 1902      |       |
| Textorstraße 49           | Mietshaus Textorstraße 49             | Textorstraße 49 (= Stegstraße 76) Lage          | Mietshaus                                                      |           |       |
| Textorstraße 49           | Mietshaus Textorstraße 50             | Textorstraße 50 (= Stegstraße 74) Lage          | Mietshaus                                                      |           |       |
| Textorstraße 51           | Mietshaus Textorstraße 51             | Textorstraße 51 Lage                            | Mietshaus                                                      | 1904      |       |
| Textorstraße 52           | Mietshaus Textorstraße 52             | Textorstraße 52 Lage                            | Mietshaus                                                      | 1904      |       |
| Textorstraße 53           | Mietshaus Textorstraße 53             | Textorstraße 53 Lage                            | Mietshaus                                                      | 1904      |       |
| Textorstraße 54           | Mietshaus Textorstraße 54             | Textorstraße 54 Lage                            | Mietshaus                                                      | 1904      |       |
| Textorstraße 55           | Mietshaus Textorstraße 55             | Textorstraße 55 Lage                            | Mietshaus                                                      | 1904      |       |
| Textorstraße 56           | Mietshaus Textorstraße 56             | Textorstraße 56 Lage                            | Mietshaus                                                      | 1905      |       |
| weitere Bilder            | Mietshaus Textorstraße 57             | Textorstraße 57 Lage                            | Mietshaus                                                      | 1904      |       |
| Textorstraße 58           | Mietshaus Textorstraße 58             | Textorstraße 58 Lage                            | Mietshaus                                                      | 1905      |       |
| Textorstraße 60           | Mietshaus Textorstraße 60             | Textorstraße 60 Lage                            | Mietshaus                                                      | 1904      |       |
| Textorstraße 60A          | Mietshaus Textorstraße 60a            | Textorstraße 60a Lage                           | Mietshaus                                                      | 1904      |       |
| Textorstraße 62           | Mietshaus Textorstraße 62             | Textorstraße 62 Lage                            | Mietshaus                                                      | 1904      |       |
| Textorstraße 66           | Mietshaus Textorstraße 66             | Textorstraße 66 Lage                            | Mietshaus                                                      | 1903      |       |
| Textorstraße 67           | Mietshaus Textorstraße 67             | Textorstraße 67 Lage                            | Mietshaus                                                      | 1902      |       |
| weitere Bilder            | Mietshausgruppe Textorstraße 68–74    | Textorstraße 68–74 Lage                         | Mietshausgruppe                                                | 1902      |       |
| weitere Bilder            | Mietshaus Textorstraße 69–71          | Textorstraße 69–71 Lage                         | Mietshaus                                                      | 1902      |       |
| Textorstraße 73           | Mietshaus Textorstraße 73             | Textorstraße 73 Lage                            | Mietshaus                                                      | 1902      |       |
| Textorstraße 75           | Mietshaus Textorstraße 75             | Textorstraße 75 Lage                            | Mietshaus                                                      | 1902      |       |
| Textorstraße 76           | Mietshaus Textorstraße 76             | Textorstraße 76 (= Schweizer Straße 77) Lage    | Mietshaus                                                      |           |       |
| weitere Bilder            | Mietshaus Textorstraße 77             | Textorstraße 77 Lage                            | Mietshaus                                                      | 1902      |       |
| Textorstraße 79           | Mietshaus Textorstraße 79             | Textorstraße 79 Lage                            | Mietshaus                                                      | 1904      |       |
| Mietshaus Textorstraße 80 | Mietshaus Textorstraße 80             | Textorstraße 80 Lage                            | Mietshaus                                                      | 1902      |       |
| Textorstraße 81           | Mietshaus Textorstraße 81             | Textorstraße 81 Lage                            | Mietshaus                                                      | 1904      |       |
| weitere Bilder            | Mietshausanlage Textorstraße 82–88    | Textorstraße 82–88 Lage                         | Mietshausanlage der „Frankfurter Wohnungsgenossenschaft m.b.H“ | 1906/1907 |       |
| Textorstraße 90           | Mietshaus Textorstraße 90             | Textorstraße 90 Lage                            | Mietshaus                                                      | 1899      |       |
| Textorstraße 92           | Mietshaus Textorstraße 92/94          | Textorstraße 92/94 Lage                         | Mietshaus                                                      | 1899      |       |
| Textorstraße 96           | Mietshaus Textorstraße 96             | Textorstraße 96 Lage                            | Mietshaus                                                      | 1899      |       |
| Textorschule              | Textorschule                          | Textorstraße 104 (= Schwanthalerstraße 63) Lage | Textorschule                                                   |           |       |

### Theodor-Stern-Kai bis Zwischenstraße
| Bild                                | Bezeichnung                          | Lage                                               | Beschreibung | Bauzeit   | Daten |
| ----------------------------------- | ------------------------------------ | -------------------------------------------------- | --- | --------- | ----- |
| Unter den Buchen                    | Mietshäuser Unter den Buchen 1–9     | Unter den Buchen 1–9 Lage                          | Heimatsiedlung |           |       |
| Mietshäuser Unter den Eichen 1–30   | Mietshäuser Unter den Eichen 1–30    | Unter den Eichen 1–30 Lage                         | Heimatsiedlung |           |       |
| Mietshäuser Unter den Eschen 1–15   | Mietshäuser Unter den Eschen 1–15    | Unter den Eschen 1–15 Lage                         | Heimatsiedlung |           |       |
| Unter den Kastanien                 | Mietshäuser Unter den Kastanien 1–15 | Unter den Kastanien 1–15 Lage                      | Heimatsiedlung |           |       |
| Mietshäuser Unter den Linden 1–18   | Mietshäuser Unter den Linden 1–18    | Unter den Linden 1–18 Lage                         | Heimatsiedlung |           |       |
| Mietshäuser Unter den Platanen 1–16 | Mietshäuser Unter den Platanen 1–16  | Unter den Platanen 1–16 Lage                       | Heimatsiedlung |           |       |
| Vogelweidstraße 19                  | Wohnhaus Vogelweidstraße 19          | Vogelweidstraße 19 Lage                            | Wohnhaus | 1899      |       |
| Verkaufskontor der Hoechst-AG       | Verkaufskontor der Hoechst-AG        | Vogelweidstraße 22 (= Kennedyallee 76) Lage        | Verkaufskontor der Hoechst-AG. Architekten waren Meid, Romeick. | 1956      |       |
| Waidmannstraße 29–31                | Wohnhaus Waidmannstraße 29/31        | Waidmannstraße 29/31 Lage                          | Wohnhaus | 1906      |       |
| weitere Bilder                      | Wohnhaus Waidmannstraße 33           | Waidmannstraße 33 Lage                             | Wohnhaus | 1906      |       |
| Waidmannstraße 37/39                | Wohnhaus Waidmannstraße 37/39        | Waidmannstraße 37/39 Lage                          | Wohnhaus | 1907      |       |
| Waidmannstraße 41/43                | Wohnhaus Waidmannstraße 41/43        | Waidmannstraße 41/43 Lage                          | Wohnhaus | 1907      |       |
| Waidmannstraße 45/47                | Wohnhaus Waidmannstraße 45/47        | Waidmannstraße 45/47 Lage                          | Wohnhaus | 1905      |       |
| Wallstraße 3                        | Wohnhaus Wallstraße 3                | Wallstraße 3 Lage                                  | Wohnhaus | um 1850   |       |
| weitere Bilder                      | Wohnhaus Walter-Kolb-Straße 23       | Walter-Kolb-Straße 23 Lage                         | Wohnhaus | 1890      |       |
| Boehle-Haus                         | Boehle-Haus                          | I. Wartegäßchen 5 Lage                             | Boehle-Haus | 1910      |       |
| Bild gesucht BW                     | Brunnen und Reliefplatte             | I. Wartegäßchen 5 Lage                             | |           |       |
| Bild gesucht BW                     | Villa Schubert und Park              | Wendelsweg 64–70 Lage                              | Villa in traditionellen Formen in bereits 1954 von Landschaftsarchitekt H. Hirsch parkähnlich angelegtem Garten mit Schwimmbad. Architekten waren W. von Breunig, H. Hirsch. | 1956      |       |
| Villa Wendelsweg 64                 | Villa Wendelsweg 64                  | Wendelsweg 64 Lage                                 | Villa | 1875      |       |
| Wohnhaus Mäckler                    | Wohnhaus Mäckler                     | Wilhelm-Beer-Weg 77 Lage                           | | 1952/1953 |       |
| Wohnhaus Giefer                     | Wohnhaus Giefer                      | Wilhelm-Beer-Weg 119 Lage                          | | 1952/1953 |       |
| weitere Bilder                      | Frankensteiner/Willemer-Schule       | Willemerstraße 8–10 Lage                           | | 1888      |       |
| Artischockenbrunnen                 | Artischockenbrunnen                  | Willemerstraße/Ecke Dreiheichstraße Lage           | Artischockenbrunnen | 1789      |       |
| Portal der Deutschherrenschule      | Portal der Deutschherrenschule       | Willemerstraße 24 Lage                             | Portal der Deutschherrenschule | 1904      |       |
| weitere Bilder                      | Mietshausgruppe Wormser Straße 2–4   | Wormser Straße 2–4 Lage                            | Mietshausgruppe | 1911      |       |
| weitere Bilder                      | Mietshausgruppe Wormser Straße 8–16  | Wormser Straße 8–16 Lage                           | Mietshausgruppe | 1911      |       |
| weitere Bilder                      |                                      | Ziegelhüttenweg 25 (= Wormser Straße 2–6) Lage     | |           |       |
| weitere Bilder                      | Mühlbruchsiedlung                    | Zwischenstraße 4–14, 5–13 (S. Dammstraße 1–7) Lage | Komplex aus Doppelhäusern | ab 1861   |       |